# Aristoteles Latinus
Der Aristoteles Latinus ist ein Projekt zur textkritischen Edition aller mittelalterlichen Übersetzungen der Werke des Aristoteles aus dem Griechischen ins Lateinische. Es ist ein Teilprojekt des Corpus philosophorum medii aevi und wird von der Union Académique Internationale geleitet und unterstützt.
Der belgische Gelehrte Augustin Mansion war von 1931 bis 1938 Leiter des Projekts. Lorenzo Minio Paluello übernahm die Leitung 1947 und hatte sie bis 1972 inne. Von 1973 an leitete Gerard Verbeke das Projekt, von 2001 an Jozef Brams, von 2003 an Carlos Steel. Derzeit sind bereits 27 Bände publiziert.
Ein Unterprojekt ist der 1971 von Hendrik Joan Drossaart Lulofs in Zusammenarbeit mit Lorenzo Minio-Paluello ausgegliederte Aristoteles Semitico-Latinus.